# Anseba SC
Anseba Sport Club  w skrócie Anseba SC – erytrejski klub piłkarski z siedzibą w Kerenie, występujący w drugiej, a niegdyś w pierwszej lidze erytrejskiej.

## Sukcesy
- I liga[1]:
  - zwycięstwo (1): 2003.

## Występy w afrykańskich pucharach
| Sezon | Rozgrywki     | Runda   | Kraj   | Klub   | Dom | Wyjazd | Dwumecz |
| ----- | ------------- | ------- | ------ | ------ | --- | ------ | ------- |
| 2004  | Liga Mistrzów | wstępna | Rwanda | APR FC | 2–4 | 1–7    | 3–11    |

## Stadion
Domowe mecze klub rozgrywa na stadionie o nazwie Olympic Stadium w Keren, który może pomieścić 10000 widzów.